# El Besòs (barri de Sant Adrià)
|  | Aquest article tracta sobre un barri de Sant Adrià de Besòs. Vegeu-ne altres significats a «Besòs (desambiguació)». |

El Besòs es un barri de Sant Adrià de Besòs. Tot i el seu nom, no està situat a la riba del riu Besòs. Es troba delimitat pel terme de Barcelona, l'antiga carretera de Mataró, la ronda Litoral i el carrer Cristóbal de Moura.
Seguint l'exemple de ciutat dormitori que s'havia estrenat a Sant Adrià amb la construcció dels habitatges de la Via Trajana, l'empresa COBASA va urbanitzar els terrenys situats vora de la carretera de l'antiga Mina els anys 60, que s'anomenarien posteriorment el Besòs (terme homònim amb el barri veí de Barcelona).
Històricament ha sigut un barri amb mancances de transport vers l'altra riba del riu, avui dia solventats amb l'arribada del Trambesòs. Paral·lelament també ha patit dèficit en equipaments públics i zones de lleure. Aquests fets provocaren un greu descontentament entre el veïnat durant els anys 80, que culminà a l'octubre del 1990, donant lloc a uns importants aldarulls, anomenats per la policia com "la intifada del Besòs".

## La Intifada del Besòs
L'anomenada intifada del Besòs va ser una revolta veïnal que esclatà l'octubre del 1990, per tal d'exigir la creació d'equipaments i paralitzar nous habitatges al barri. El 9 d'octubre de 1990, uns 200 veïns del barri s'enfrontaren al cos de la policia nacional quan aquest intentava protegir els operaris que anaven a fer la tanca d'un solar anomenat de la palmera on s'havien de construir 196 habitatges. Aquests terrenys eren, segons una antiga reivindicació veïnal, el lloc on s'havien de construir els equipaments socials i culturals que faltaven al barri.
Malgrat la confirmació de que els equipaments es farien als baixos del edificis, les manifestacions (alguna amb més de 2.500 persones) van continuar. El moment àlgid dels enfrontaments fou el dia 25 d'octubre, quan es van comptabilitzar disset ferits. Els greus incidents varen seguir durant quatre dies més i es traduïren en quinze detencions. El dia 29 els veïns reunits en assemblea varen acordar deixar la violència i començar la via de les negociacions, amb la mediació del Síndic de Greuges.

## Llocs d'interès
- Parc del Besòs
- Can Serra, seu del Museu d'Història de la Immigració de Catalunya
- Plaça Pius XII, continuació del Parc lineal de la Gran Via
- Can Petroli, masia del segle xix, situada a la ronda Ramon de Penyafort[4]
- Centre esportiu Municipal Besòs-Trajana[5]